# Курчик Роман Михайлович
Роман Михайлович Курчик (нар. 16 квітня 1956, місто Дрогобич Львівської області) — дрогобицький політичний та партійний діяч. Виконувач обов'язків міського голови Дрогобича у лютому — серпні 2014 року.

## Біографія
у 1971 році закінчив Дрогобицький нафтовий технікум.
У 1975 — 1978 р. — слюсар з контрольно-вимірювальних приладів Дрогобицького дослідного заводу. У 1978 — 1981 р. — майстер з контрольно-вимірювальних приладів газової служби «Дрогобичтепломережі». У 1981 — 1993 р. — інженер, старший майстер цеху контрольно-вимірювальних приладів і метрології Дрогобицького заводу «Граніт» Львівської області. Був членом КПРС.
У 1989 — 1992 р. — студент Харківського політехнічного інституту імені Леніна за спеціальністю «Автоматизація і комплексна механізація хіміко-технологічних процесів», інженер-електрик.
З 1993 року — приватний підприємець, голова кооперативу «Торговий Центр» у місті Дрогобичі.
Член Народного руху України з 1989. Голова Дрогобицького міжрайонного осередку НРУ з 2010. Обирався депутатом Дрогобицької міської ради 3-х каденцій. 
У лютому — вересні 2014 р. — секретар Дрогобицької міської ради. У лютому — серпні 2014 р. — виконувач обов'язків Дрогобицького міського голови.
З 2015 — голова Координаційної ради блоку національно-демократичних сил Дрогобиччини.
Склад родини: одружений, дружина — Курчик Ольга Іванівна (1960 р.н.). Дочки — Мар'яна (1983 р.н.) і Оксана (1991 р.н.).